# Castle Sinclair Girnigoe

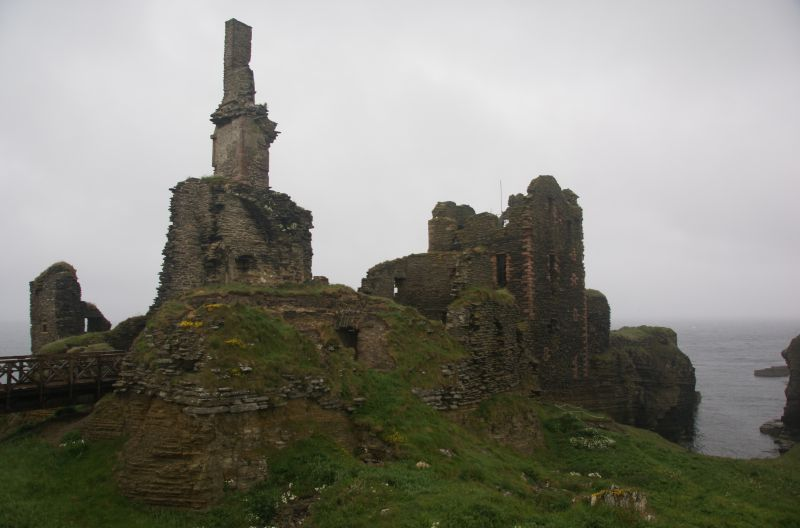
Het kasteel vanaf het zuidwesten, met aan de rechterzijde de kloof die het kasteel het vasteland afscheidt.

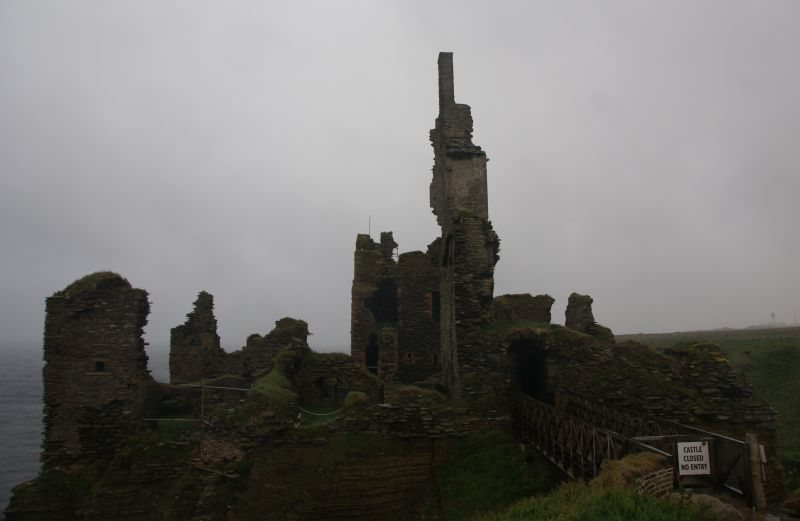
Het kasteel vanaf het westen, met een moderne loopbrug die naar de westelijke ingang van Castle Sinclair loopt.

Castle Sinclair Girnigoe, ook wel Sinclair and Girnigoe Castle, Girnigoe Castle of Castle Sinclair, is een vijftiende-eeuws kasteel, vijf kilometer ten noordoosten van Wick. Het ligt aan de Noordzee in de regio Caithness van Schotland, de kust is daar steil.

## Geschiedenis
Het kasteel werd gebouwd door William Sinclair, tweede graaf van Caithness, in de periode van 1476 tot 1496. Zijn vader, die eveneens William Sinclair heette, bouwde Rosslyn Chapel. Het kasteel was een van de belangrijkste kastelen van de clan Sinclair en kreeg als naam Girnigoe Castle. William Sinclair vocht op 9 september 1513 mee met Jacobus IV van Schotland in de Slag bij Flodden en stierf daar. Hij werd opgevolgd door zijn zoon.
In de zeventiende eeuw werd er een nieuwe vleugel door de vijfde graaf van Caithness aan het kasteel bijgebouwd. Deze nieuwe vleugel werd later aangeduid als Castle Sinclair, alhoewel het eigenlijk slechts een nieuwe vleugel was en geen apart kasteel. De oude vleugel bleef bekend als Girnigoe Castle. Uit historisch onderzoek in 2003 bleek dat het totale kasteel in 1606 door het Schotse parlement officieel van naam werd veranderd van Girnigoe Castle naar Castle Sinclair. Men heeft na deze ontdekking besloten het kasteel voortaan Castle Sinclair Girnigoe te noemen.
Halverwege de zeventiende eeuw werd het kasteel gedurende negen jaar bezet door de troepen van Oliver Cromwell. De zesde graaf van Caithness zag zich enkele jaren later verplicht het kasteel te verkopen aan Campbell van Glenorchy wegens financiële problemen. George Sinclair, neef van de zesde graaf van Caithness en diens erfgenaam, belegerde rond 1680 het kasteel dat dus in handen was van Campbell. George Sinclair nam het kasteel in, maar het kasteel werd nooit meer bewoond.
In 2000 schonk Malcolm Ian Sinclair, twintigste graaf van Caithness, het kasteel aan de Clan Sinclair Trust. Aan het begin van de eenentwintigste eeuw is men begonnen met uitgebreide restauratiewerkzaamheden, gecombineerd met archeologisch onderzoek. Uit dit onderzoek, dat anno 2009 nog steeds gaande was, is reeds gebleken dat de "nieuwe vleugel", voorheen aangeduid als Castle Sinclair, gebouwd was op de fundamenten van een kasteel uit de veertiende eeuw. De theorieën over de geschiedenis van het kasteel zullen dus herzien moeten worden.

## Bouw
Castle Sinclair Girnigoe is gebouwd op een steile rots langs de Noordzee-kust. De kust loopt op die plaats oost-westelijk. Een diepe kloof scheidt de rots waarop het kasteel is gebouwd van de rest van het vasteland. Aan de westelijke zijde zit de rots vast aan het vasteland.
De rots heeft aan het oostelijke uiteinde zeer steile wanden en is aan drie zijden omgeven door de zee. Op dit gedeelte van de rots staat het gedeelte dat bekend is als Girnigoe Castle. Veel van de stenen structuren die langs de randen van de rots stonden, zijn verloren gegaan. Aan het westelijke uiteinde, dat grenst aan Castle Sinclair en het vasteland, staat een woontoren die een U-vormige plattegrond heeft. De open zijde van de U is naar het oosten gericht.
Ten westen van Girnigoe Castle staat het deel dat bekend werd als Castle Sinclair. De kloof is daar aan de zuidzijde niet erg diep meer. Wel is het kasteel aan de noordzijde nog beschermd, doordat het op de steile kust staat. Om het kasteel beter te kunnen verdedigen werd een greppel gegraven aan de westelijke zijde en aan de zuidzijde. Dit deel van het kasteel heeft drie vleugels, die aan drie zijden een binnenplaats omgeven. De oostelijke zijde, die naar Girnigoe Castle is gericht, werd niet begrensd door welke aanbouw dan ook.
Er zijn twee toegangen tot het kasteel, namelijk één aan de westzijde in de muur van Castle Sinclair en één aan de zuidzijde, op de plaats waar de twee delen van het kasteel samenkomen. Als men door deze zuidelijke ingang binnenkomt, komt men in een greppel uit die tussen de twee delen in is gegraven. Door deze greppel bleef nog Girnigoe Castle te verdedigen, zelfs als Castle Sinclair zou worden ingenomen.

## Beheer
Castle Sinclair Girnigoe wordt beheerd door de Clan Sinclair Trust.